# Декан (плато)
Вижте пояснителната страница за други значения на Декан.
Дека́н (на хинди: दक्खिन), или Деканско плато, е плато в Индия.
Заема вътрешната част на полуостров Индостан, между реките Нармада на север и Кавери на юг. Площ около 1 млн. km². Повърхността на платото е приповдигната по периферията и основно е наклонена на изток, в резултат на което повечето от реките текат от запад на изток и се вливат в Бенгалския залив. На север платото зявършва до Индо-Гангската равнина. На западния му край са разположени Западните Гхати, които в южния си край се простират покрай Малабарския бряг, а в източния му край – Източните Гхати разположени покрай Короманделския бряг.

## Етимология
Наименованието на платото идва от санскрит – दक्षिण (dakṣiṇa), което означава „южен“, тъй като е разположено в южната част на Индийския субконтинент.

## Природа

### Релеф, геология
Плоският релеф на платото се определя от широко разпространените повърхностни заравнявания през мезозоя, палеогена и неогена, разположени на височина 1000 – 1500 m, 600 – 900 m и 300 – 500 m. Те са покрити с дебела до 100 m латеритна кора, над които се издигат островни планини с височина 1000 – 2000 m и куполообразни хълмове. За северозападните части на Деканското плато е характерен столово-стъпаловидния структурно-денудационен релеф. Долините на реките в централните части са широки, а по перифериите – тесни и с голям наклон. Платото е част от Индийската платформа, изградена предимно от архайски и протерозойски гнайси, кристалинни шисти и кварцити, често пронизани от интрузии. На северозапад са разположени т.н. трапи с горнокредна и еоценска възраст, с мощност до 1500 – 1800 m, заемащи площ около 520 хил. km².

### Климат, води
Климатът на Деканското плато е субекваториолен, мусонен. Основните сезони са: прохладен и сух (ноември-февруари), горещ и сух (март-април) и горещ и дъждовен (май-октомври). Годишната сума на валежите в централните части е 500 – 700 mm, а по наветрените склонове – 2500 – 3000 mm, с максимум през лятото. Средна майска температура (най-топлия месец в годината) 29 – 32°С, средна януарска 21 – 24°С. Най-големите реки течащи през него са Нармада, Маханади, Годавари, Кришна, Кавери и др. Те имат мусонен режим и не са плавателни.

### Почви, растителност
Преобладаващите почви са червени латеритни, червено-кафяви, а на трапите – черни тропически почви (регури). Зоналните типове ландшафти са: по наветрените склонове – мусонни листопадни гори, в централните части – сухи савани и редки гори, а на запад, в дъждовната сянка хвърлена от Западните Гхати – опустинени савани. Естествените гори са се съхранили само на 10 – 15% от територията на платото.

## Икономика
Основната култура в платото е памук, но се отглеждат и захарна тръстика, ориз и тютюн. Земеделието, обаче, е силно затруднено до въвеждането на напоителни системи, поради сухия климат. В плантациите на хълмовете Нилгири и на западните склонове на Западните Гхати се отглеждат също кафе, чай, кокосови орехи, арека, кашу, тапиока и кардамон. От скоро се отглежда и ятрофа. На платото са изградени над 150 хил. малки язовира (т.н. „танкове“), за напояване и водоснабдяване.
Декан е район, богат на полезни изкопаеми. Открити са и се разработват находища на различни руди: мед, желязо, манган, волфрам, злато, както и въглища и азбест. През 2011 г. тук са открити изключително големи залежи на уран.

## История
Между 14 и 17 век тук се развива индо-мюсюлмански архитектурен стил, наричан „стил на Декан“. Между 16 и 18 век процъфтява миниатюрен стил, наречен „Декани“, в султанатите, намиращи се на територията на платото. Платото е населено главно от дравиди. Съществуват мюсюлмански анклави от 14 век, както и популации от бхили и гонди в северните и североизточните части на платото.